# Muppets Most Wanted
Muppets Most Wanted (von englisch most wanted ‚meistgesucht‘) ist ein US-amerikanischer Puppenfilm unter der Regie von James Bobin. Der Film basiert auf der Muppet Show und ist die Fortsetzung zum Film Die Muppets aus dem Jahr 2011. Der Film, der daher in einigen Ländern auch als Muppets 2 bezeichnet wird, lief am 21. März 2014 in den USA und am 1. Mai 2014 in den deutschen Kinos an.

## Handlung
Die Muppets sind auf großer Tour und sorgen mit ihrer Show in den europäischen Metropolen Madrid, Berlin und London für ausverkaufte Häuser. Doch dann verwickelt sie Constantine, der weltgrößte Kriminelle, zusammen mit seinem hinterlistigen Handlanger Dominic in seinen neuesten Coup. Dumm für Kermit, dass Constantine ihm wie aus dem Gesicht geschnitten ist und das natürlich zu seinen Gunsten ausnutzt. Constantine will unter dem Deckmantel der Muppet Show mit dem spektakulärsten Juwelenraub aller Zeiten in die Geschichte eingehen. Nach einem Rollentausch findet sich Kermit plötzlich auf der Flucht vor CIA und Interpol und letztendlich in einem russischen Gulag wieder; der leicht verrückten Gefängniswärterin Nadya hoffnungslos ausgeliefert. Doch Kermit hat ja noch seine Freunde Miss Piggy, Fozzie Bär, Gonzo und Co.

## Puppenspieler, Darsteller und Synchronisation
| Figur                | Darsteller         | Deutscher Sprecher                           |
| -------------------- | ------------------ | -------------------------------------------- |
| Dominic Bösewicht    | Ricky Gervais      | Lutz Schnell (Sprache) Thomas Amper (Gesang) |
| Big Papa             | Ray Liotta         | Udo Schenk                                   |
| Danny Trejo          | Danny Trejo        | Karl Schulz                                  |
| Nadya                | Tina Fey           | Sabine Arnhold                               |
| Jean Pierre Napoleon | Ty Burrell         | Peter Flechtner                              |
| Salma Hayek          | Salma Hayek        | Christin Marquitan                           |
| Sean Combs           | Sean Combs         | Florian Halm                                 |
| Theatermanager       | Tom Hollander      | Axel Malzacher                               |
| Wärter Ivan          | Stanley Tucci      | Lutz Mackensy                                |
| Deutscher Polizist   | Til Schweiger      | Til Schweiger                                |
| Irischer Journalist  | Hugh Bonneville    | Erich Räuker                                 |
| Platzanweiser        | Usher Raymond      | Marcel Collé                                 |
| Landstreicher Joe    | Zach Galifianakis  | Olaf Reichmann                               |
| Königlicher Priester | Frank Langella     | Otto Mellies                                 |
| Museumswärter        | Toby Jones         | Michael Pan                                  |
| Lieferant            | James McAvoy       | Johannes Raspe                               |
| Regieassistent       | Rob Corddry        | Oliver Siebeck                               |
| Saoirse Ronan        | Saoirse Ronan      | Stella Sommerfeld                            |
| Insasse              | Jemaine Clement    | Tommy Morgenstern                            |
| Blumenjunge          | Ross Lynch         | Marcel Mann                                  |
| Wanda                | Louise Gold        | Christin Quander                             |
| Christoph Waltz      | Christoph Waltz    | Christoph Waltz                              |
| Zeitungsmädchen      | Chloë Grace Moretz | Marie Christin Morgenstern                   |

| Figur                      | Puppenspieler  | Deutscher Sprecher                                   |
| -------------------------- | -------------- | ---------------------------------------------------- |
| Rizzo die Ratte            | Steve Whitmire | Daniele Rizzo                                        |
| Statler                    | Steve Whitmire | Thomas Reiner                                        |
| Nachrichtensprecher        | Steve Whitmire | Frank-Otto Schenk                                    |
| Link Ringelschwanz         | Steve Whitmire | Joachim Tennstedt                                    |
| Kermit der Frosch          | Steve Whitmire | Stefan Kaminski                                      |
| Constantine der Frosch     | Matt Vogel     | Stefan Kaminski                                      |
| Sweetums                   | Matt Vogel     | Manfred Erdmann                                      |
| Pops                       | Matt Vogel     | Thomas Hailer                                        |
| Onkel Tödlich              | Matt Vogel     | Donald Arthur                                        |
| Lew Zealand                | Matt Vogel     | Andreas Mannkopff                                    |
| Floyd Pepper               | Matt Vogel     | Gerald Paradies                                      |
| Crazy Harry                | Matt Vogel     | Werner Böhnke                                        |
| Miss Piggy                 | Eric Jacobson  | Christian Gaul (Sprache) Claus-Peter Damitz (Gesang) |
| Fozzie Bär                 | Eric Jacobson  | Tom Deininger (Sprache) Manuel Straube (Gesang)      |
| Sam der Adler              | Eric Jacobson  | Norbert Gastell                                      |
| Das Tier                   | Eric Jacobson  | Hartmut Neugebauer                                   |
| dänischer Koch             | Bill Barretta  | Hartmut Neugebauer                                   |
| Rowlf der Hund             | Bill Barretta  | Helmut Krauss                                        |
| Pepe die Riesengarnele     | Bill Barretta  | Oliver Rohrbeck                                      |
| Dr. Goldzahn               | Bill Barretta  | Uli Krohm                                            |
| Bobo der Bär               | Bill Barretta  | Klaus Sonnenschein                                   |
| Walter                     | Peter Linz     | Patrick Bach (Sprache) Patrick Roche (Gesang)        |
| Der Große Gonzo            | Dave Goelz     | Bernd Simon                                          |
| Waldorf                    | Dave Goelz     | Hartmut Neugebauer                                   |
| Dr. Honigtau Bunsenbrenner | Dave Goelz     | Mogens von Gadow                                     |
| Beauregard                 | Dave Goelz     | Donald Arthur                                        |
| Scooter                    | David Rudman   | Christina Hoeltel                                    |
| Janice                     | David Rudman   | Katrin Zimmermann                                    |
| Miss Poogy                 | David Rudman   | Matti Klemm                                          |
| Bobby Benson               | David Rudman   | Matthias Rimpler                                     |

Bereits am Anfang des Films haben Tony Bennett und Lady Gaga einen Auftritt als Catering-Servierer Tony und Gaga. Des Weiteren haben Sean Combs, Salma Hayek, Saoirse Ronan, Danny Trejo, Christoph Waltz, Chloë Moretz, Tom Hiddleston, Mackenzie Crook, Stanley Tucci, Ross Lynch, James McAvoy als UPS Lieferant und Usher Raymond als The Usher Cameo- bzw. Nebenrollen.
Mini-Rollen haben unter anderem Frank Langella als Beefeater Vicar, Ray Liotta als Big Papa, Zach Galifianakis (Hobo Joe), Hugh Bonneville als irischer Journalist sowie Til Schweiger als deutscher Bundespolizeioberkommissar.

## Produktion

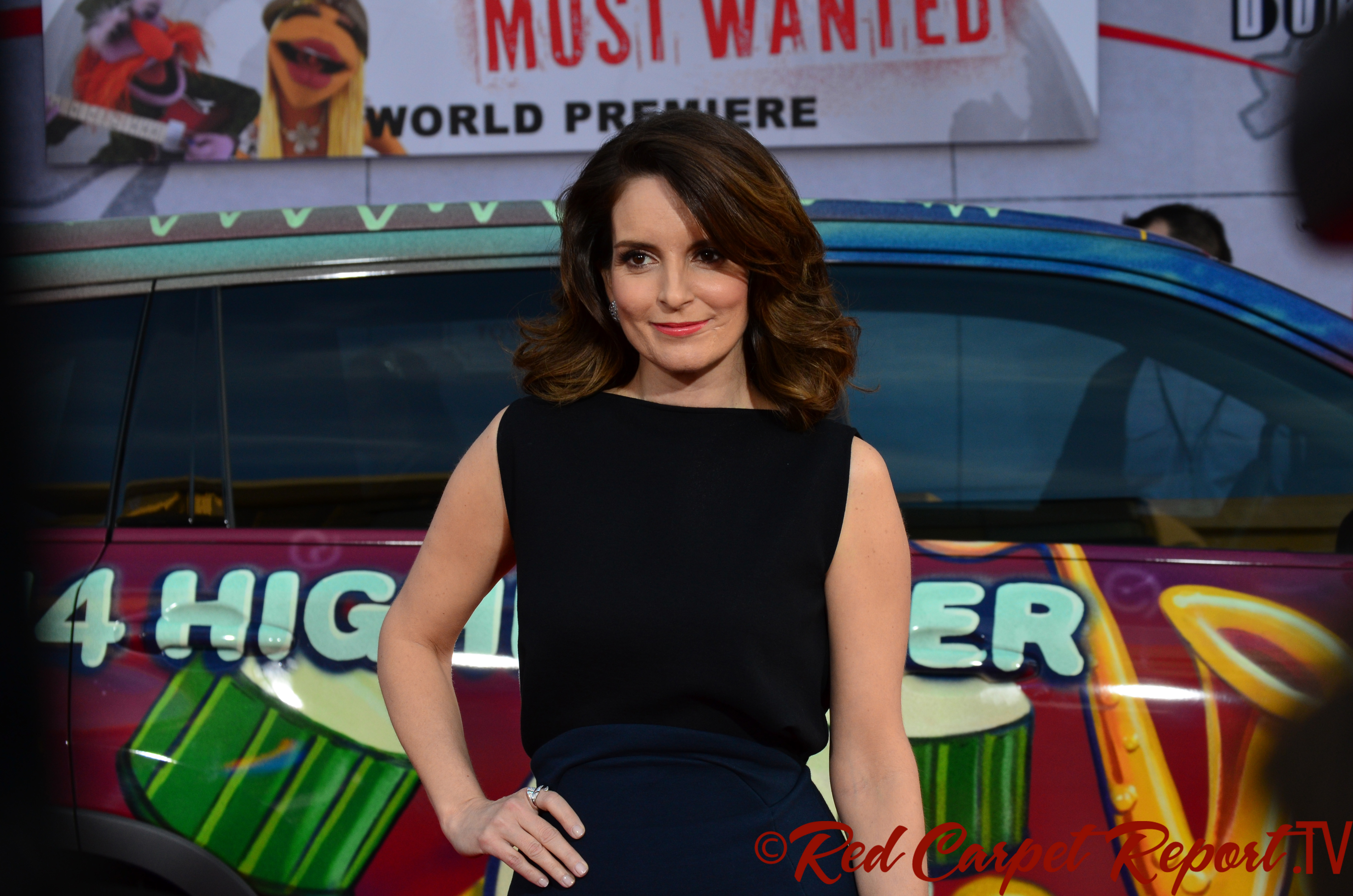
Tina Fey bei der Premiere von Muppets Most Wanted

Im März 2012, nach dem kommerziellen Erfolg des Vorgängers, Die Muppets, machten die Walt Disney Studios mit James Bobin und Nicholas Stoller den Deal, die Idee zu einer Fortsetzung zu schreiben und zu leiten. Die Dreharbeiten begannen im Januar 2013 in den Pinewood Studios in Iver Heath, Buckinghamshire, auf der RAF-Base Upper Heyford in Oxfordshire u. a. Orten in England.
Als Kulisse des fiktiven Berliner Nationaltheaters diente Wilton’s Music Hall im Londoner Bezirk Whitechapel. Obwohl nicht in Berlin gedreht wurde, sind kurze Sequenzen wie an der Weidendammer Brücke und dem S-Bahnhof Alexanderplatz zu sehen. In den USA wurde in den Walt Disney Studios in Burbank, Kalifornien gedreht.
Jason Segel, Co-Writer und Hauptdarsteller des ersten Films, lehnte jede Beteiligung ab mit der Begründung, er habe „Die Muppets 2011 wieder zurück ins Rampenlicht gebracht“.
James Bobin sagte, dass der Film ein bisschen an die „alten, kriminellen Streifen der 1960er Jahre erinnern solle, nur eben mit einem Frosch, einem Schwein, einem Bär und einem Hund – keine Panther, nicht einmal pinke – weiterhin mit dem Muppets Charme und einem Mix aus Chaos und Zerstörung, Musik und Gags“.
Eve Stewart, die Produktionsdesignerin des Films, merkte an, dass sie an einer Szene arbeite, in der Kermit und Miss Piggy wieder heiraten werden. Neben Großbritannien, wurden Szenen am Hollywood Boulevard in Los Angeles gedreht, um das Ende des Vorgängers wieder nachzustellen. Am 13. Juni 2013 wurde der ursprüngliche Titel des Films, The Muppets… Again, mit dem aktuellen Titel, Muppets Most Wanted, ausgetauscht.
Celine Dion komponierte das Lied „Something So Right“ speziell für den Film. Das Lied wird im Film von ihr zusammen mit Miss Piggy dargeboten und wurde auch auf dem zugehörigen Soundtrack veröffentlicht.

## Veröffentlichung und Rezeption
Einem Budget von 50 Millionen US-Dollar standen weltweite Einnahmen von 80,4 Millionen US-Dollar gegenüber. Muppets Most Wanted erhielt ein gutes Presseecho, was sich auch in den Auswertungen US-amerikanischer Aggregatoren widerspiegelt. So erfasst Rotten Tomatoes überwiegend positive Besprechungen und ordnet den Film dementsprechend als „Zertifiziert Frisch“ ein. Laut Metacritic fallen die Bewertungen im Mittel „Grundsätzlich Wohlwollend“ aus.

„Die Muppet-Puppenspieler sind gut aufgelegt. […] Wir sind nicht hier für eine großartige Erzählung. Wir wollen ein paar Stunden mit alten Freunden verbringen, die auf’s Neue tun, wofür wir sie am meisten lieben.“

„Eine flotte, fröhliche Gaunerei, die von den komischen Talenten Ricky Gervais, Ty Burrell und Tina Fey mit Leben gefüllt wird.“

„Die Muppets wollte, dass du lachst und weinst. Muppets Most Wanted will, dass du Tränen lachst.“

„Man kann die Muppet nicht hassen. Zumindest ich kann das nicht. Aber nachdem Die Muppets 2011 so ein Leckerbissen war, […] schmeckt Muppets Most Wanted schal und aufgewärmt. Besonders Segel fehlt als Star und Mitautor. […] Glücklicherweise haben die Muppets noch einen gut, damit man den Rest bewältigt.“